# Tutóia
Tutóia là một đô thị thuộc bang Maranhão, Brasil. Đô thị này có diện tích 1489,376 km², dân số năm 2007 là 46510 người, mật độ 31,23 người/km².